# Sydlig anisticka
Sydlig anisticka (Trametes suaveolens) är en svampart som först beskrevs av L., och fick sitt nu gällande namn av Elias Fries 1838. Sydlig anisticka ingår i släktet Trametes och familjen Polyporaceae.  Arten är reproducerande i Sverige. Inga underarter finns listade i Catalogue of Life.

## Källor

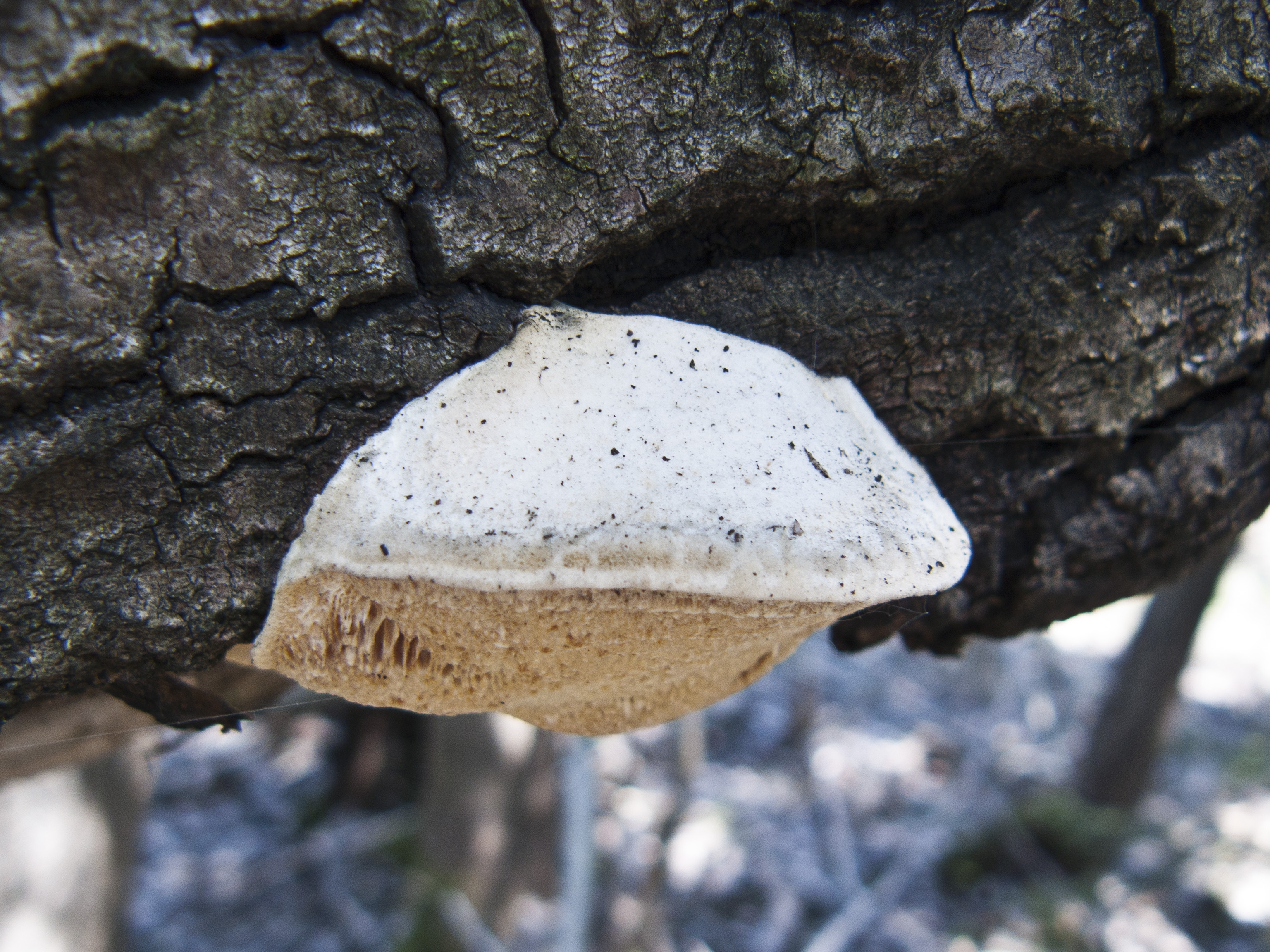
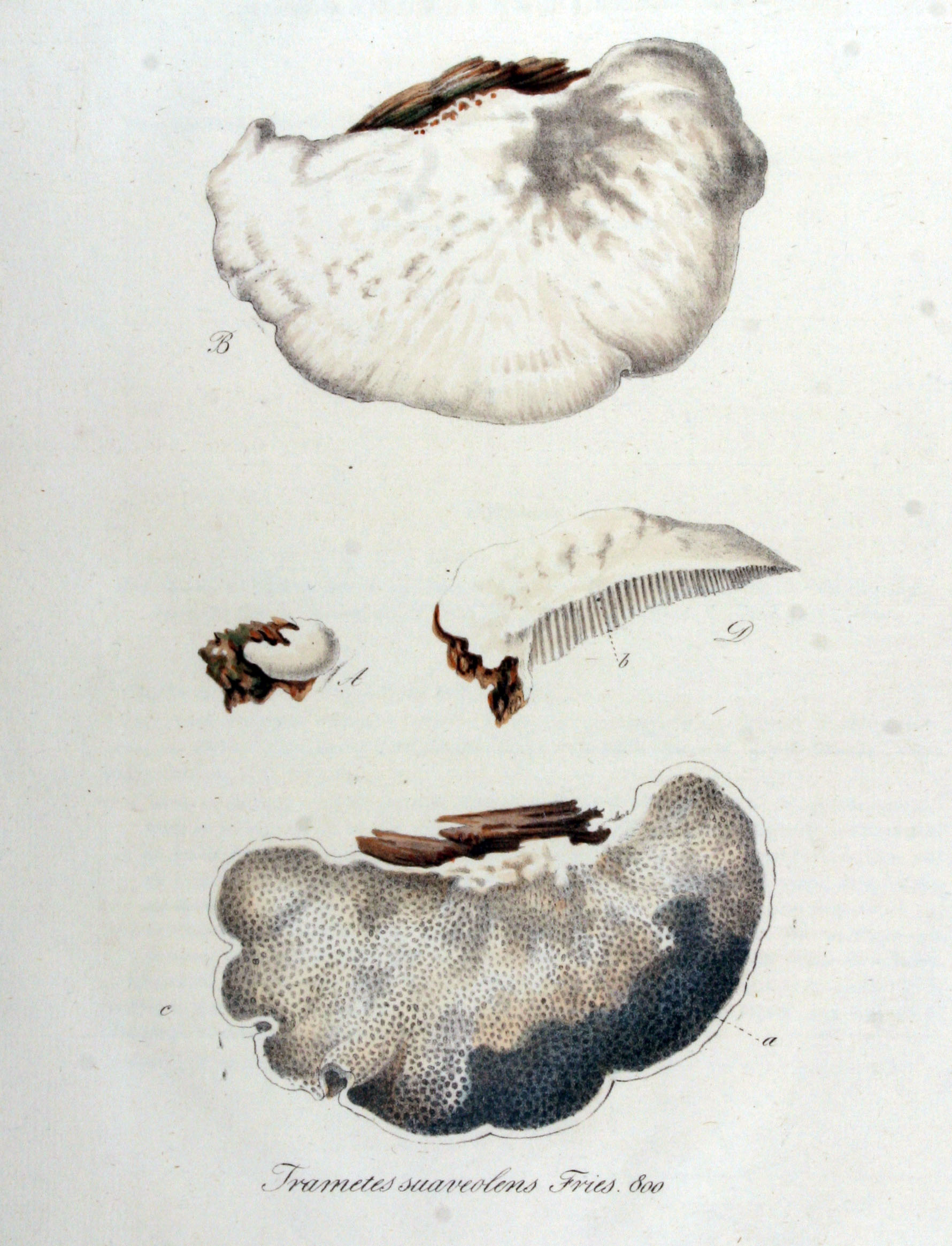
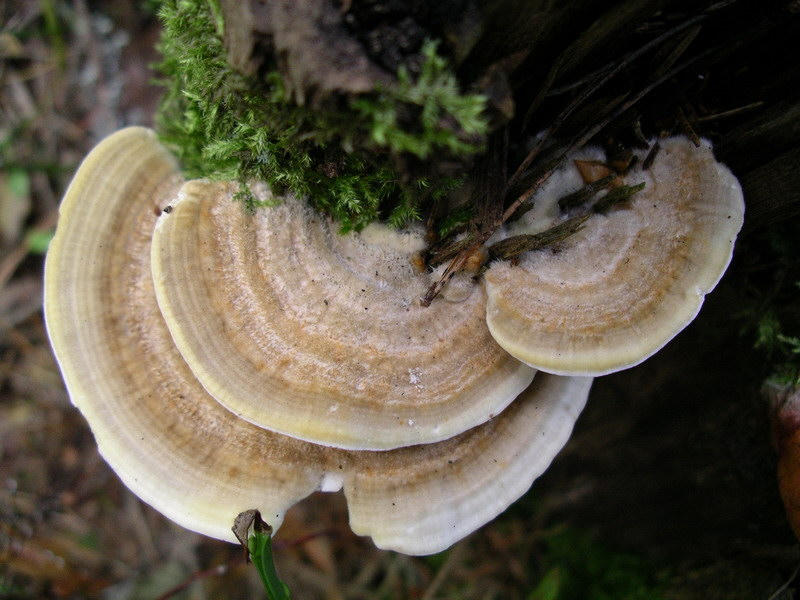
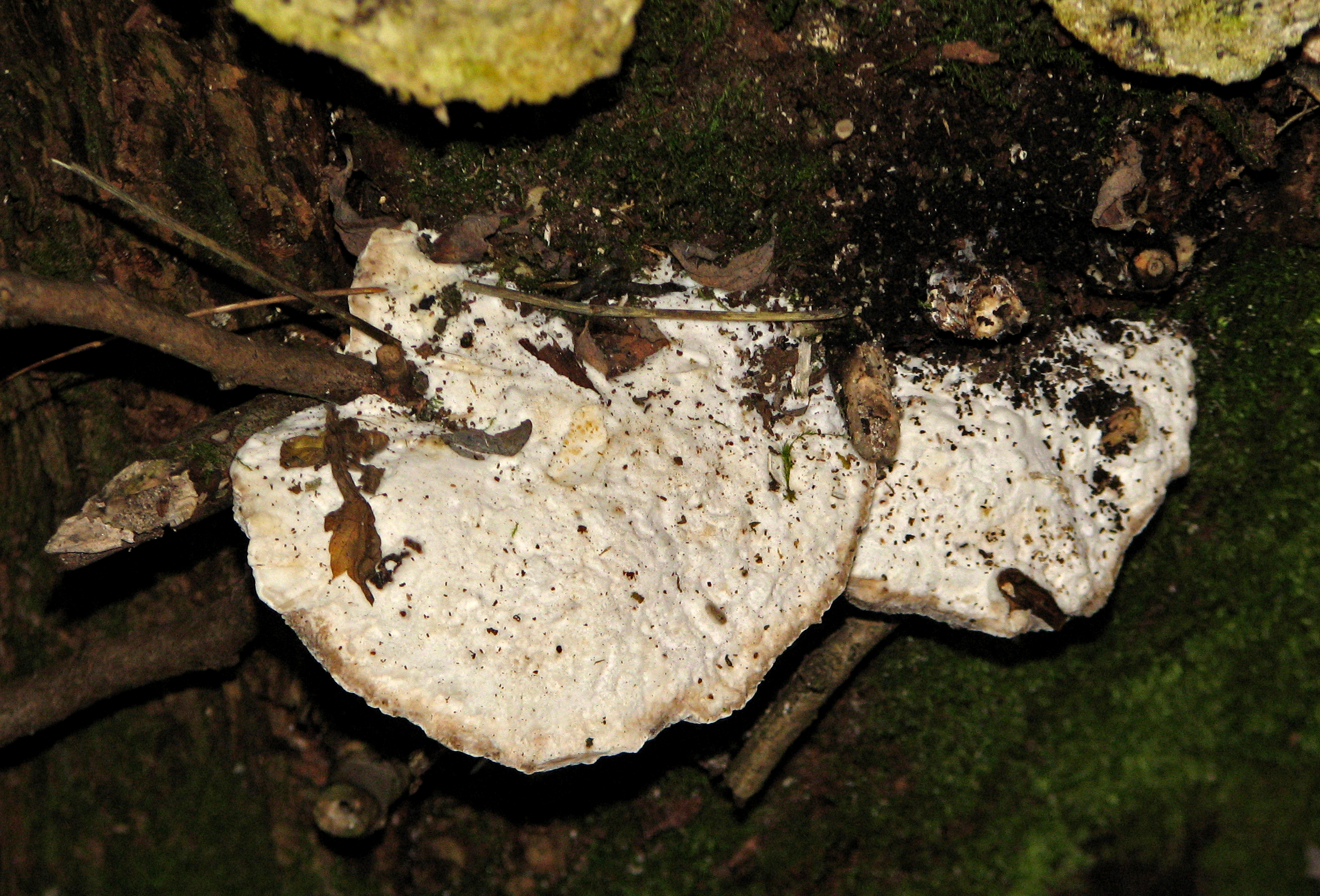
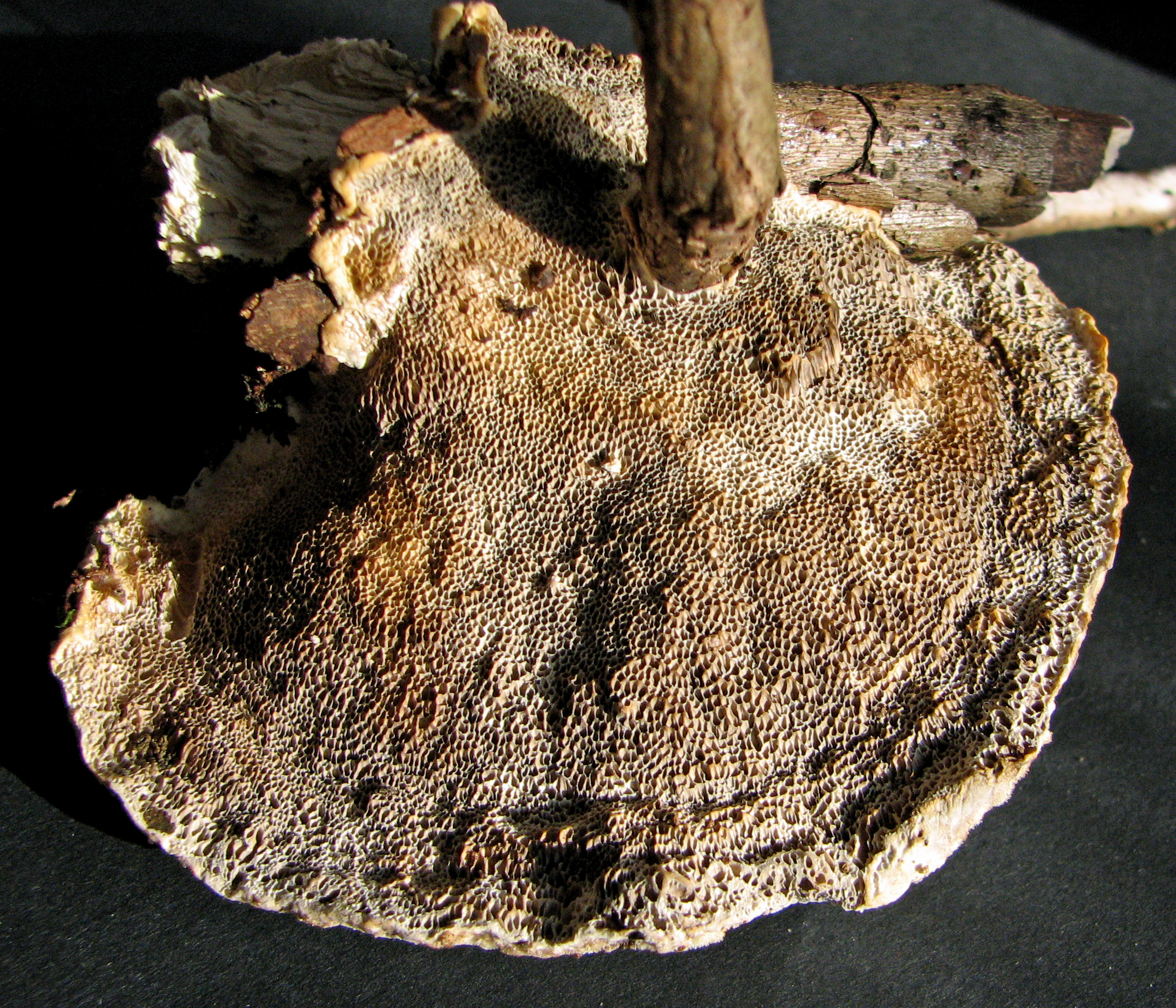
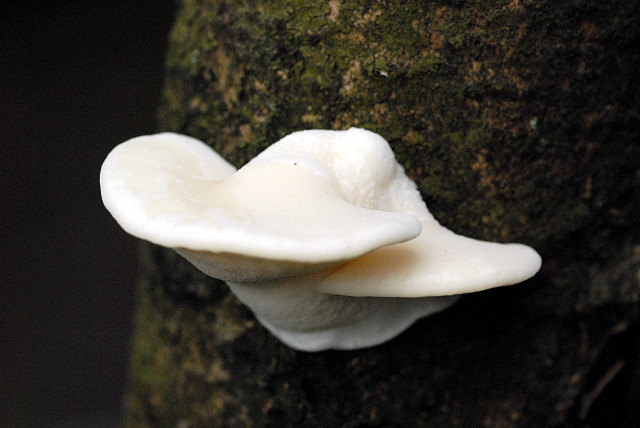
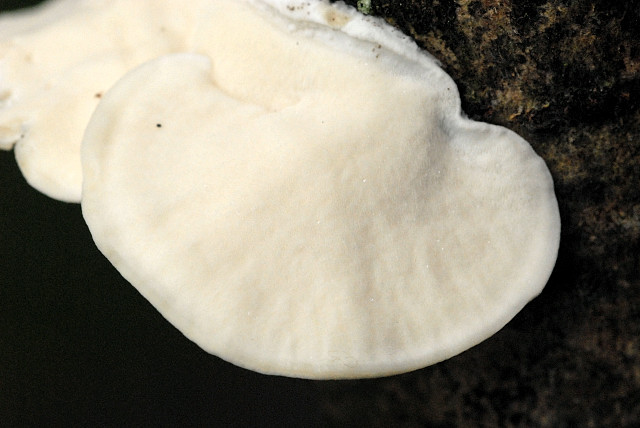
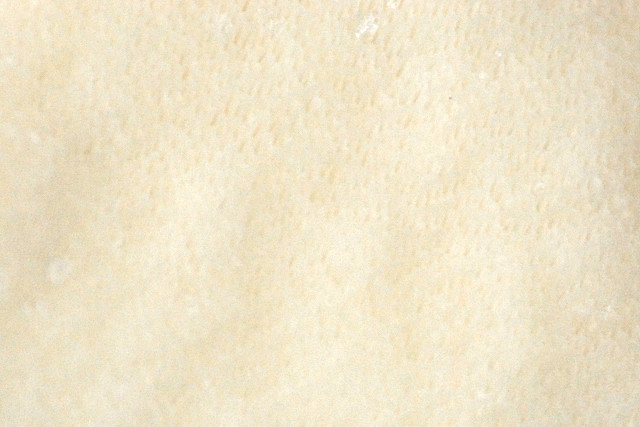